# Ferdinand Marian (Schauspieler)
Ferdinand Marian (bürgerlich Ferdinand Haschkowetz bzw. Haschowetz; * 14. August 1902 in Wien; † 9. August 1946 bei Freising) war ein österreichischer Schauspieler.

## Leben
Marian übernahm seinen Künstlernamen von seinem Vater Ferdinand Marian, der Opernsänger war. Er besuchte keine Schauspielschule, begleitete aber als Kind und Jugendlicher oft seinen Vater ins Theater oder Opernhaus. Dort lernte er schon früh jene Welt kennen, die später sein wichtigster Lebensinhalt werden sollte. Ein Ingenieurstudium in Wien brach er ab und riss für vier Jahre von zu Hause aus, wobei er sich mit verschiedensten Jobs über Wasser hielt. Marians Vater besaß ein Haus in Trofaiach in der Obersteiermark, wo sich Ferdinand Marian gerne aufhielt. Schließlich versuchte er es mit Vaters Hilfe doch am Theater und arbeitete zunächst als Charge und später als Schauspieler an Theatern in Graz, Trier, Mönchengladbach, Aachen, Hamburg und München. Seinen Durchbruch hatte er in Hamburg in einer Aufführung von Richard Billingers Rauhnacht. 1938 kam er ans Deutsche Theater nach Berlin. Im Jahre 1939 erzielte er dort als Jago im Othello seinen größten Theatererfolg. Nebenbei trat er seit 1933 in Filmen auf.
Seit seinen Rollen in Die Stimme des Herzens (1937) und in Detlef Siercks La Habanera (1938) als verführerischer Don Pedro neben Zarah Leander wurde Ferdinand Marian zum deutschen Frauenschwarm der späten 1930er Jahre. Diese Popularität beim weiblichen Publikum ausnutzend, wurde ihm von den nationalsozialistischen Entscheidungsträgern die Übernahme der Hauptrolle in Jud Süß, dem bekanntesten antijüdischen NS-Propagandafilm, angetragen. Marian vermochte es nicht, diese Rolle auszuschlagen. Er weigerte sich zunächst die Rolle anzunehmen, wurde aber von Goebbels zur Übernahme der Hauptrolle gedrängt, die zu seiner „Schicksalsrolle“ wurde.

„Mit Marian über den Jud-Süss-Stoff gesprochen. Er will nicht recht heran, den Juden zu spielen. Aber ich bringe ihn mit einigem Nachhelfen doch dazu.“

Von da an war Marian als Darsteller des „Jud Süß“ abgestempelt. Er war als Star noch nicht etabliert genug, um nicht für ihn negative Entscheidungen der Reichsfilmkammer fürchten zu müssen. 1941 wurde er in Ohm Krüger, Hans Steinhoffs Burenkrieg-Film mit antibritischen Tendenzen, erneut in einem propagandistisch gefärbten Erfolgsfilm besetzt. Bis Kriegsende war Marian dann in Unterhaltungsfilmen wie Münchhausen (1943) und In flagranti (1943) zu sehen, des Weiteren in dem Melodram Romanze in Moll (1943). In der Endphase des Zweiten Weltkriegs nahm ihn Goebbels in die Liste der für seine Propagandafilme benötigten Schauspieler, der Gottbegnadeten-Liste auf. Dadurch wurde Marian vor einem Kriegseinsatz, auch an der Heimatfront, bewahrt.
Am 30. März 1936 heiratete Marian in Hamburg die Schauspielerin Maria Byk (bürgerlich: Annemarie Albertine Böck, nach der Heirat Albertine Haschkowetz), die 1927 von dem bekannten Regisseur Julius Gellner nach zweijähriger Ehe geschieden worden war. Sie hatte mit Gellner eine Tochter Joan (1926–1971), die emigrieren musste, da sie als Tochter eines jüdischen Vaters als „Halbjüdin“ galt.
Marian galt als politisch desinteressiert. Er gehörte keiner politischen Partei an und bekannte sich auch nie zur Ideologie des Nationalsozialismus. Er machte sich eher über die Politik und die Politiker aller Couleur lustig. Sein Biograph, der Berliner Medienwissenschaftler und promovierte Psychologe Friedrich Knilli, charakterisiert ihn als schwierigen Menschen, der sein Leben lang unter der Missachtung litt, die er in seinem Elternhaus und in seiner Jugend erfahren habe. Seine Wirkung auf andere Menschen, insbesondere auf Frauen, und seine Resonanz beim Publikum waren ihm außerordentlich wichtig und er litt darunter, wenn er (wie nach 1945) kein Publikum hatte.
In den letzten Kriegsjahren lebte er in Feldafing und nach Kriegsende 1945 in Freising. Wegen seiner Mitwirkung an Jud Süß und der damit verbundenen Verstrickung in die nationalsozialistische Propagandamaschinerie wurde er von den Alliierten mit einem lebenslangen Berufsverbot belegt, denn dieser Film wurde als eines der abschreckendsten Beispiele des propagandistischen NS-Films durch die Alliierten eingestuft. Er starb bei einem Autounfall, bei dem er wahrscheinlich angetrunken gegen einen Baum fuhr. Bis heute wird darüber spekuliert, ob es sich dabei um einen Suizid wegen seiner damals perspektivlosen beruflichen Situation gehandelt habe. Dagegen spricht erstens, dass der amerikanische Filmoffizier Münchens, Eric Pleskow, zu diesem Zeitpunkt bereit gewesen wäre, Marian aufgrund angenommener Unschuld von der schwarzen Liste zu streichen, und damit ein neuer Karriereabschnitt hätte beginnen können, und zweitens, dass außer Ferdinand Marian noch zwei Mitfahrer im Auto saßen, die nur leicht verletzt wurden.

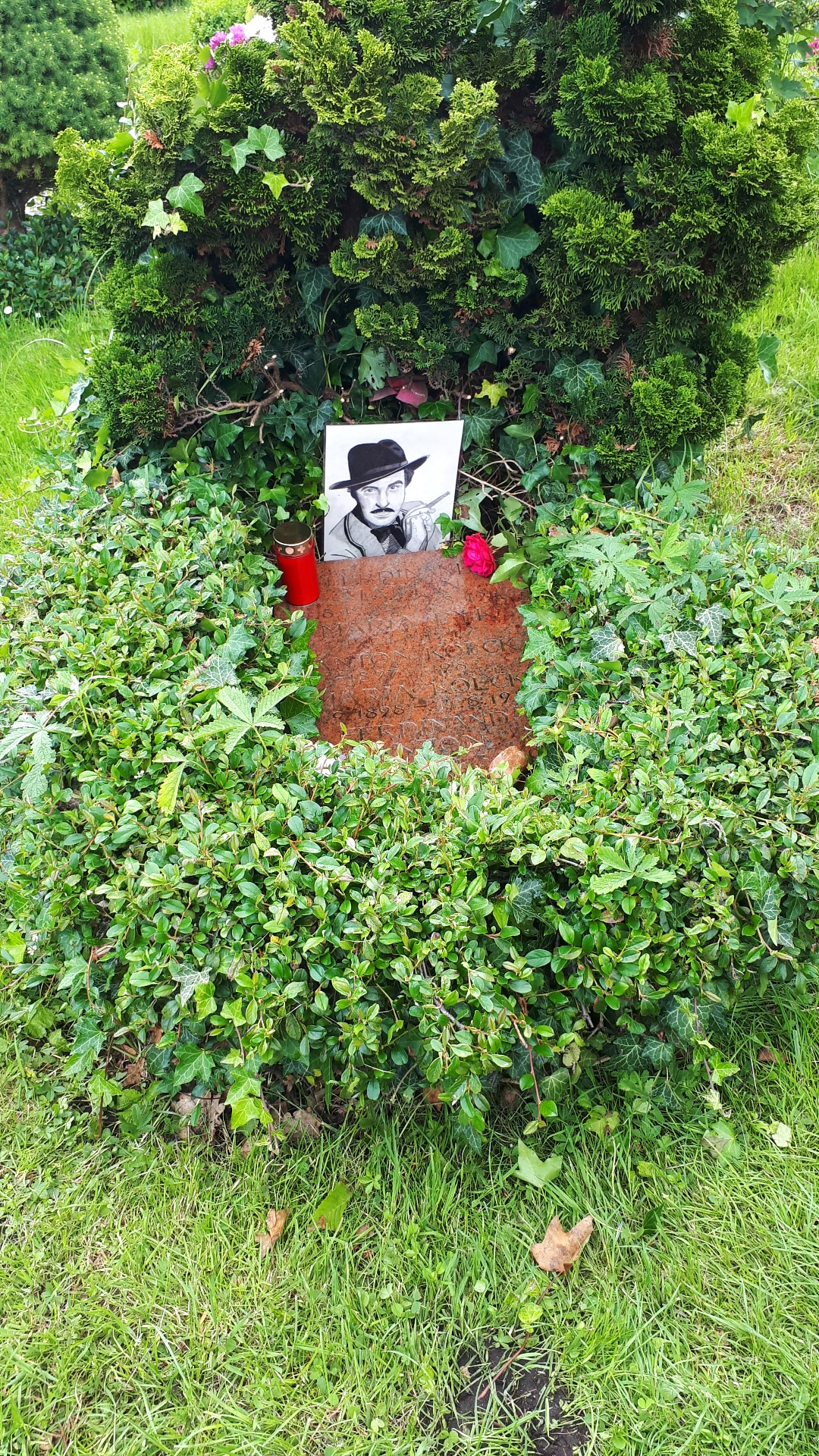
Das frühere Grab Ferdinand Marians auf dem Münchner Nordfriedhof

Marian wurde auf dem Münchener Nordfriedhof beerdigt. Drei Jahre später nahm sich seine Ehefrau Maria Byk das Leben, nachdem sie zuvor zugunsten des Regisseurs Veit Harlan ausgesagt hatte, der damals Jud Süß drehte. Das Grab Marians sowie das seiner Frau und seines unehelichen Sohnes Ferdinand Anton wurden im Frühjahr 2020 aufgelöst.
Der Spielfilm Jud Süß – Film ohne Gewissen von Oskar Roehler aus dem Jahr 2010 thematisiert Ferdinand Marians Rolle im Film Jud Süß des Jahres 1940.

## Filmografie
- 1933: Der Tunnel
- 1934: Peer Gynt
- 1936: Ein Hochzeitstraum
- 1937: Die Stimme des Herzens
- 1937: Madame Bovary
- 1937: La Habanera
- 1938: Nordlicht
- 1939: Der Vierte kommt nicht
- 1939: Morgen werde ich verhaftet
- 1939: Dein Leben gehört mir
- 1940: Aus erster Ehe
- 1940: Der Fuchs von Glenarvon
- 1940: Jud Süß
- 1941: Ohm Krüger
- 1942: Ein Zug fährt ab
- 1943: Romanze in Moll
- 1943: Münchhausen
- 1943: Reise in die Vergangenheit
- 1943: Tonelli
- 1943/45: Freunde
- 1944: In flagranti
- 1944/49: Dreimal Komödie
- 1944/49: Das Gesetz der Liebe
- 1945: Die Nacht der 12